# Suresh Singh Wangjam
Suresh Singh Wangjam (sinh ngày 7 tháng 8 năm 2000) là một cầu thủ bóng đá người Ấn Độ thi đấu ở vị trí tiền vệ cho Indian Arrows ở I-League.

## Sự nghiệp
Sinh ra ở Manipur, Wangjam từng nằm trong AIFF Elite Academy chuẩn bị cho Giải vô địch bóng đá U-17 thế giới 2017 diễn ra ở Ấn Độ. Sau giải đấu, Wangjam được lựa chọn thi đấu cho Indian Arrows, một đội bóng của All India Football Federation bao gồm các cầu thủ U-20 Ấn Độ để họ có thời gian chơi bóng. Anh có màn ra mắt cho cho đội bóng ở trận đầu tiên của Arrow trong mùa giải trước Chennai City. Anh đá chính và thi đấu cả trận khi Indian Arrows giành chiến thắng 3–0.

## Quốc tế
Wangjam đại diện U-17 Ấn Độ tham dự Giải vô địch bóng đá U-17 thế giới 2017 tổ chức ở Ấn Độ.

## Thống kê sự nghiệp
Tính đến 23 tháng 2 năm 2018
| Câu lạc bộ          | Mùa giải            | Giải vô địch        | Giải vô địch | Giải vô địch | Cúp     | Cúp       | Châu lục | Châu lục  | Tổng    | Tổng      |
| Câu lạc bộ          | Mùa giải            | Hạng đấu            | Số trận      | Bàn thắng    | Số trận | Bàn thắng | Số trận  | Bàn thắng | Số trận | Bàn thắng |
| ------------------- | ------------------- | ------------------- | ------------ | ------------ | ------- | --------- | -------- | --------- | ------- | --------- |
| Indian Arrows       | 2017–18             | I-League            | 15           | 0            | 0       | 0         | —        | —         | 15      | 0         |
| Tổng cộng sự nghiệp | Tổng cộng sự nghiệp | Tổng cộng sự nghiệp | 15           | 0            | 0       | 0         | 0        | 0         | 15      | 0         |

### Bàn thắng quốc tế
| #  | Ngày                 | Địa điểm                                      | Đối thủ | Bàn thắng | Kết quả | Giải đấu                        |
| -- | -------------------- | --------------------------------------------- | ------- | --------- | ------- | ------------------------------- |
| 1. | 16 tháng 10 năm 2021 | Sân vận động bóng đá quốc gia, Malé, Maldives | Nepal   | 2–0       | 3–0     | Giải vô địch bóng đá Nam Á 2021 |